# Saint-Laurent-sur-Oust
Saint-Laurent-sur-Oust [sɛ̃ lɔʁɑ̃ syʁ ust] je francouzská obec v departementu Morbihan v regionu Bretaň.

## Vývoj počtu obyvatel
Počet obyvatel